# L'Aurore

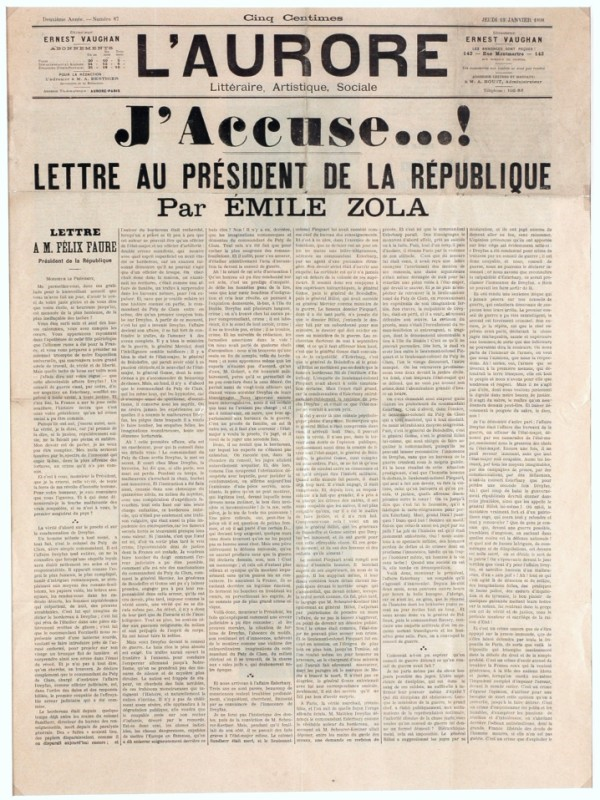
J'accuse di Zola

L'Aurore è stato un quotidiano francese fondato a Parigi nel 1897.

## Storia
Il 1º ottobre 1897 Ernest Vaughan, ex editore di L'Intransigeant, fondò L'Aurore, un quotidiano d'orientamento repubblicano e socialista. La prima redazione era composta da Arthur Ranc, Bernard Lazare, Georges Clemenceau, Urbain Gohier e Francis de Pressensé.
Il 13 gennaio 1898 Émile Zola pubblicò il celebre editoriale J'accuse ...! in forma di lettera aperta al presidente della repubblica francese Félix Faure e che denunciava le trame politico-militari nell'ambito dell'affaire omonimo.
Negli anni dieci del XX secolo il giornale entrò in una lenta ed inesorabile crisi che portò alla sua chiusura nei primi giorni dell'agosto 1914.